# Buzzer (componente elettronico)

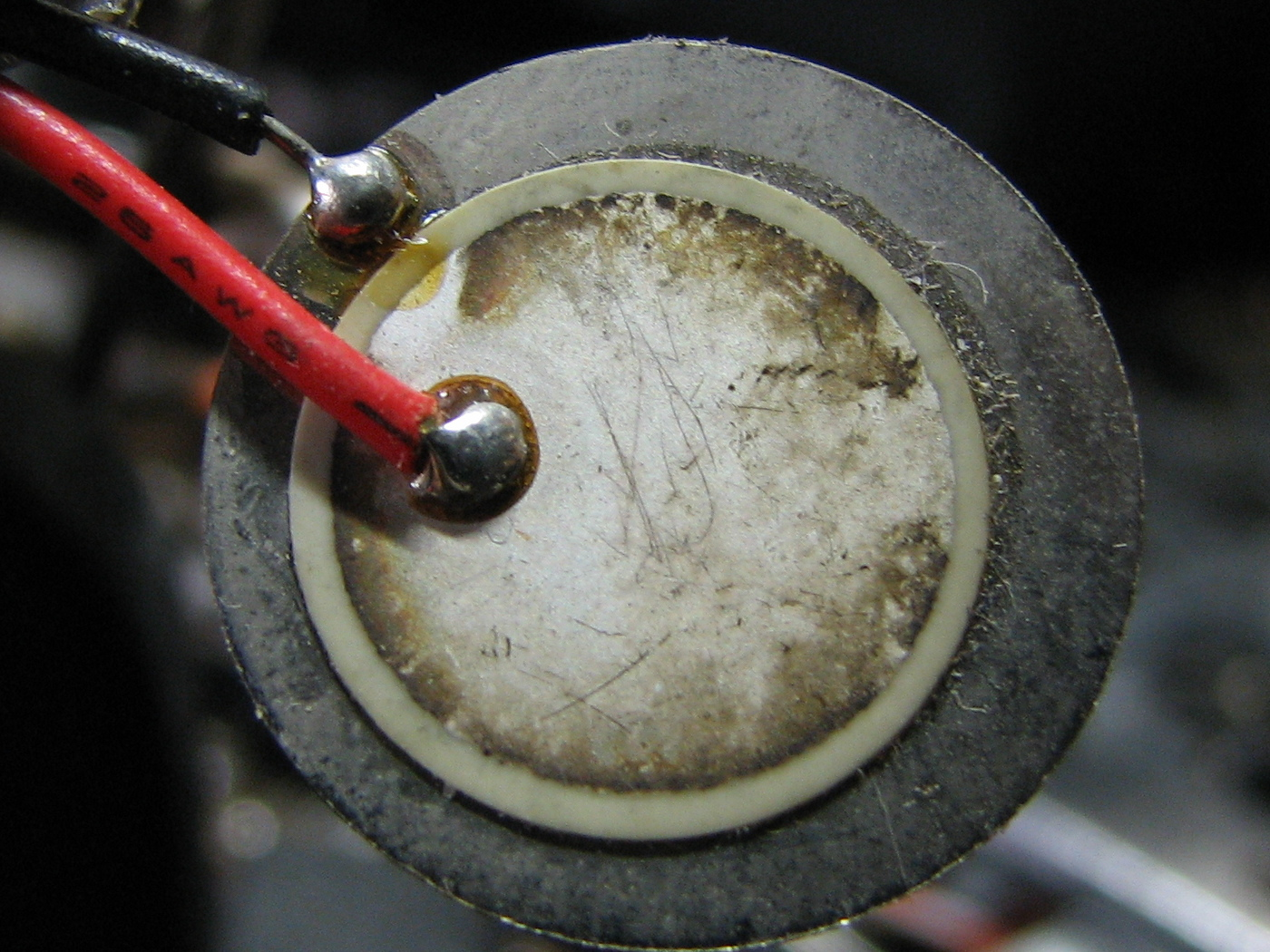
Il disco di un buzzer piezoelettrico.

Un buzzer o beeper è un dispositivo di segnalazione audio, che può essere meccanico, elettromeccanico, o piezoelettrico (abbreviato anche come piezo). I tipici utilizzi del buzzer includono dispositivi di allarme, temporizzatori, e PC speaker per i feedback sugli input dell'utente, come pressione dei tasti o click del mouse, nei vecchi personal computer.

## Storia

### Elettromeccanico
Il buzzer elettrico fu inventato nel 1831 da Joseph Henry. Veniva utilizzato principalmente nei primi campanelli elettrici finché venne gradualmente abbandonato, negli anni '30, in favore di sistemi con sonorità più piacevoli.

### Piezoelettrico
Il buzzer piezoelettrico, o piezo come viene a volte abbreviato, fu inventato da produttori giapponesi e utilizzato in una vasta serie di prodotti durante gli anni '70 e '80. Questo fu possibile principalmente grazie agli sforzi cooperativi congiunti delle aziende produttrici giapponesi, le quali nel 1951 fondarono il Barium Titanate Application Research Committee, che permise alle aziende di essere "competitivamente cooperative" e produrre un gran numero di innovazioni e invenzioni di tipo piezoelettrico.

## Tipi

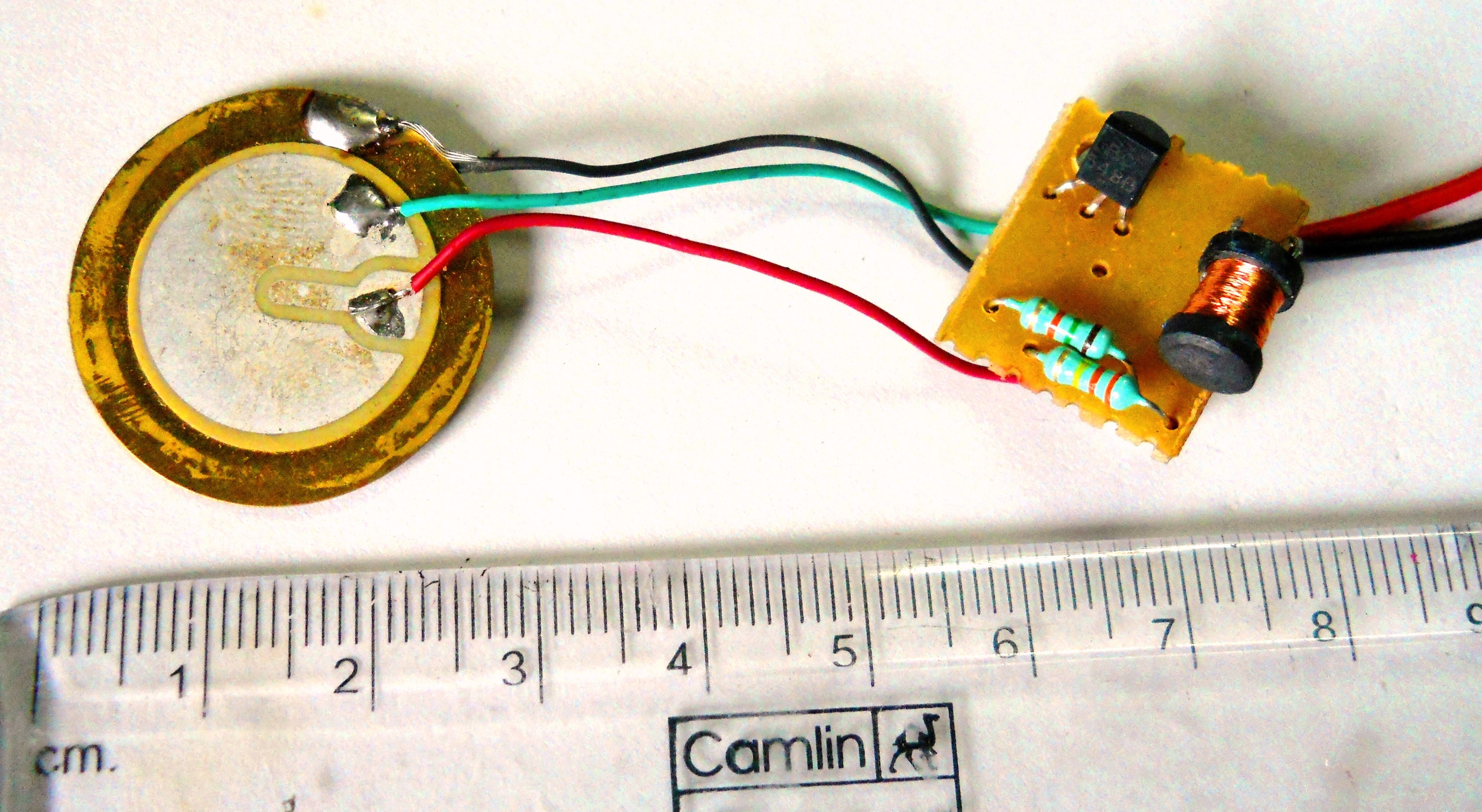
L'interno di un buzzer piezoelettrico, dov'è visibile il disco con i tre elettrodi, di cui uno retroattivo ovvero quello centrale connesso al cavo rosso, e l'oscillatore per l'autopilotaggio.

### Elettromeccanico
I primi dispositivi erano basati su un sistema elettromeccanico identico ad un campanello elettrico senza il gong metallico. Similmente, un relè può essere connesso per interrompere la propria corrente di attivazione, causando il ronzio degli interruttori. Spesso questi dispositivi erano apposti ad una parete o ad un soffitto per sfruttarli come cassa di risonanza. La parola "buzzer" deriva dal rumore stridente che i buzzer elettronici producevano.

### Meccanico
L'anello-scossa è un esempio di buzzer puramente meccanico, utilizzato per fare scherzi, che necessita di essere azionato manualmente. Un altro esempio sono i campanelli di casa.

### Piezoelettrico
Un elemento piezoelettrico può essere pilotato da un circuito elettronico oscillante o da un'altra sorgente di tipo segnale audio, pilotata a sua volta da un amplificatore audio piezoelettrico. I suoni solitamente utilizzati per indicare che un pulsante è stato premuto sono dei click, degli squilli o dei beep. Un buzzer o cicalino di tipo piezoelettrico necessita inoltre di una risonanza da cavità acustica o di una risonanza di Helmholtz per produrre un suono udibile.

## Applicazioni moderne
Nonostante gli avanzamenti tecnologici abbiano consentito l'uso di altri sistemi più avanzati e pratici, esistono ancora situazioni in cui i buzzer e circuiti simili vengono impiegati. Gli utilizzi al giorno d'oggi includono:
- Pannelli delle giurie
- Scopi educativi
- Pannelli di controllo
- Metronomi elettronici
- Pulsanti di prenotazione dei giochi televisivi
- Forni a microonde e altri elettrodomestici
- Eventi sportivi come le partite di pallacanestro
- Allarmi elettrici
- Anelli-scossa
- Altri meccanismi insoliti